# Don't Cry for Me Argentina
„Don't Cry for Me Argentina“ („Neplač pro mne, Argentino“) je píseň z muzikálu Evita, který pochází z dílny autorské dvojice  Andrew Lloyd Webber a Tim Rice. Originál písně nazpívala v roce 1976 Julie Covington. 
Píseň Don't Cry for Me Argentina byla zveřejněna v únoru 1977. V některých zemích, například Velké Británii, Irsku, Austrálii a Nizozemí, se stala hitem číslo jedna. Kvůli emocionálnímu provedení písně byla Julie Covington nejdříve přesvědčena, že dílo nemá žádnou šanci na úspěch. Proto se rozhodla nahrát jinou verzi písně, která se vyznačovala menším emočním prožitkem. Později zveřejnila i původní nahrávku.
Během války o Falklandy byla píseň často hrána v rádiu.[zdroj?]

## Jiné verze písně
V roce 1996 nahrála Madonna pro soundtrack k filmu Evita novou verzi písně. Stejně jako originál se i její verze stala hitem číslo jedna, tentokrát v Kanadě, Francii a Španělsku.
Píseň se dočkala nových verzí od nejrůznějších světových interpretů: Inger Lise Rypdal, Carpenters, Milva, Petula Clark, Liane Augustin, Olivia Newton-Johnová, Elaine Paige, Shirley Bassey, Ray Conniff, The Shadows, Peter Sellers, Gheorghe Zamfir, Tom Jones, Donna Summer, Richard Clayderman, Laura Branigan, Angelika Milster, Paul Mauriat, Kristina Bach, Sinéad O'Connor, Royal Philharmonic Orchestra, Sarah Brightmanová, Anna Maria Kaufmann, The Mike Flowers Pops, Olivia, Anna Eriksson, Edward Simoni, Me First and the Gimme Gimmes, Ö La Palöma Boys, Stefan Mross, Katherine Jenkins, Newell Oler a Semino Rossi.
V češtině píseň nazpívala např. Helena Vondráčková, Leona Machálková nebo Ivana Brožová